# Вилхелм IV фон Щолберг-Зетерих
Вилхелм IV фон Щолберг-Зетерих (на немски: Wilhelm IV von Frenz, Herr zu Stolberg-Setterich; † 7 декември 1304) от род „фон Френц“ е господар на Щолберг-Зетерих в Харц в Саксония-Анхалт.
Той е син на Вилхелм III фон Френц († 1279) и първата му съпруга Кунигунда фон Щолберг († сл. 1269), дъщеря на 	Вилхелм II фон Щолберг-Гронсвелд († 1258). Внук е на Харпер III фон Френц († 1259). Правнук е на Вилхелм II фон Френц († сл. 1242) и на Лутгарда († сл. 1237). Баща му се жени втори път сл. 1269 г. за София фон Хюкесваген († сл. 1310). Сестра му Хадвиг е монахиня в Буртшайд.
Вилхелм IV фон Френц наследява имението Щолберг. Неговата фамилия се установява през 1237 г. в Щолберг. Резиденция на фамилията Дом Щолберг през началото на 13 век е замък Щолберг в Харц, който е тяхна собственост до национализирането през 1945 г.

## Фамилия
Вилхелм IV фон Щолберг-Зетерих се жени пр. 1289 г. за Маргарета († сл. 1289). Те имат две деца:
- Вирих
- Хадвиг фон Френц-Щолберг († сл. 1335), омъжена I. пр. 1308 г. за Арнолд фон Гимних-Зетерих-Хепендорф († 29 септември 1324), II. сл. 1311 г. за Арнолд I фон Рандерат († 19 май 1330)

Вилхелм IV фон Щолберг-Зетерих се жени сл. 1289 г. за Мехтилд фон Райфершайд († сл. 1304), дъщеря на Йохан II фон Райфершайд-Бедбург Стари, майор на Кьолн († 1317) и Кунигунда фон Вирнебург († 1328), дъщеря на граф Хайнрих I фон Вирнебург († сл. 1298) и Понцета фон Оберщайн († 1311). Мехтилд е внучка на Йохан I фон Райфершайд-Бедбург († 1254) и Юта фон Изенбург-Кемпених († сл. 1278). Те имат една дъщеря:
- Рикардис фон Щолберг († сл. 1324), омъжена пр. 18 януари 1323 г. за Конрад II фон Мюленарк († 7 юли 1326), господар на Томбург, син на Херман фон Мюленарк († 1294/1296) и Мехтилд фон Вирнебург († сл. 1302)